# Yesterday's Wine
Yesterday's Wine è il tredicesimo album in studio del cantante di musica country statunitense Willie Nelson, pubblicato nel 1971.

## Tracce
Side 1
Testi e musiche di Willie Nelson, eccetto dove indicato.
1. Intro: Willie Nelson and Band / Medley: Where's the Show; Let Me Be a Man – 3:41
2. In God's Eyes – 2:23
3. Family Bible – 3:12 (Claude Gray, Paul Buskirk, Walter Breeland)
4. It's Not for Me to Understand – 3:06
5. Medley – 3:17

Side 2
Testi e musiche di Willie Nelson.
1. Summer of Roses – 2:05
2. December Day – 2:19
3. Yesterday's Wine – 3:15
4. Me and Paul – 3:50
5. Goin' Home – 3:06